# Gigosos de los Oteros
Gigosos de los Oteros es una localidad de España, en la provincia de León, Comunidad Autónoma de Castilla y León. Pertenece al municipio de Cubillas de los Oteros y a la comarca de Esla-Campos que recibe su nombre por encontrarse en las riberas del río Esla.
- Patrona: Santa Inmaculada (8 de diciembre).
- Alcalde del municipio: Gerardo García Nava (PSOE)